# Gulyás Lajos (református lelkész)
Gulyás Lajos (Kisújfalu, 1918. február 4. – Győr, 1957. december 31.) magyar református lelkész. Az 1956-os forradalom utáni megtorlások egyetlen olyan egyházi áldozata volt, akit jogerős bírósági ítélettel végeztek ki. Életútja, hűsége a hitéhez és hazájához, valamint mártírhalála a magyar történelem egyik kiemelkedő alakjává teszik.

## Korai évei, tanulmányai

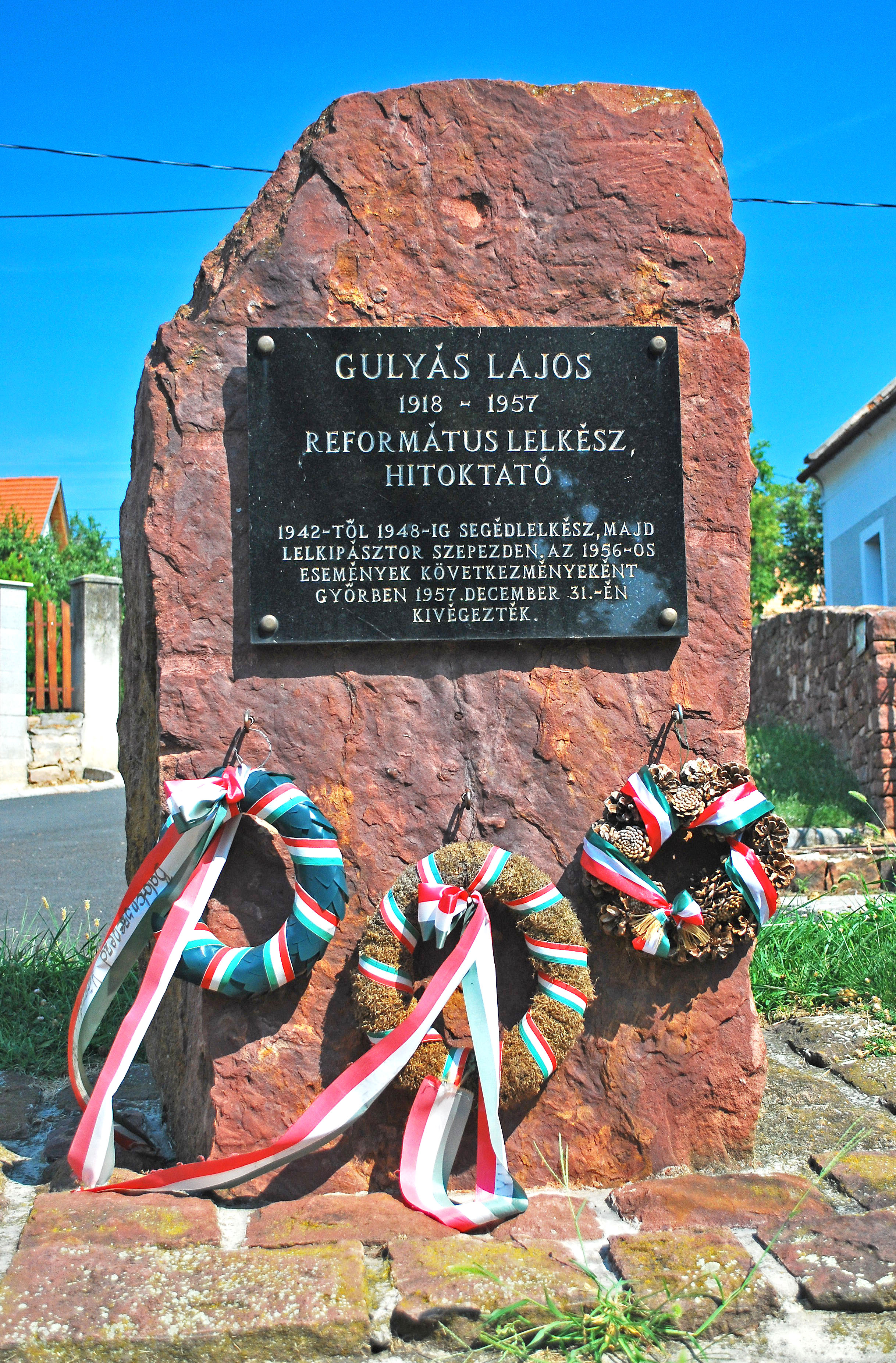
Gulyás Lajos-emlékmű Balatonszepezden

A Felvidéken született, Kisújfalut, a szülőfaluját a trianoni döntés következtében elcsatolták, így Csehszlovákiában kisebbségi sorban nőtt fel. Édesapja, idősebb Gulyás Lajos 1920-ig a község bírája volt. Nővérével ketten voltak testvérek.

## Tanulmányai
Az elemi iskolai tanulmányait követően a tanulmányait az érsekújvári reálgimnázium magyar tannyelvű párhuzamos osztályában folytatta, ahol 1937-ben sikeres érettségi vizsgát tett. Ezt követően beiratkozott a losonci református teológiára, amely a Csehszlovákiában élő magyar református közösségek lelkészképzését szolgálta. Az Első bécsi döntést követően tanulmányait Magyarországon, a  Pápai Teológiai Akadémián folytatta, ahol szellemi és lelki közösségre talált teológustársaival.
A lelkészi képesítő vizsga letétele után segédlelkészi szolgálatra rendelték Felsőgellérre, ahol megismerkedett későbbi feleségével, Puskás Gabriella tanítónővel. 1942 őszén Balatonszepezdre helyezték, ahol közel hat éven keresztül látta el a segédlelkészi szolgálatot, és emellett tanítói feladatokat is vállalt. A település református közössége a zánkai egyházközséghez tartozott. Házasként érkezett új állomáshelyére, ahol később három gyermeke is született.

## Egyház és politika
Magyarország 1944-es német katonai megszállását követően aktív szerepet vállalt az ellenállásban, valamint zsidó családok védelmében. A nyilas hatalomátvétel után „angolbarát kommunista” minősítéssel letartóztatták, de néhány hét múlva szabadon engedték. A német csapatok kivonulása után, 1945. március 27-én a Szovjet Hadsereg vonult be Balatonszepezdre.
1945-ben bekapcsolódott a politikai közéletbe: az őszi nemzetgyűlési választásokon a Független Kisgazdapárt jelöltjeként a helyi voksok túlnyomó többségét megszerezte, és ezzel a balatonszepezdi pártszervezet elnökévé, valamint a tapolcai járás kisgazdapárti titkárává választották.
1947-ben a zalai kommunista pártszervezet „köztársaságellenes összeesküvés” vádjával illette Gulyást, akit „fasisztának”, „a nép ellenségének” és „demokráciaellenesnek” bélyegeztek, ám ő ezeket a vádakat határozottan visszautasította. A „kékcédulás” előrehozott választásokon nem szerzett mandátumot, de országgyűlési pótképviselővé vált.
1948 májusában a Mosonmagyaróvárhoz tartozó Levél község református fiókegyházközségének megszervezésével bízták meg. Az egyházkerület 1949 márciusában döntött Levél és Mosonszolnok anyaegyházközségi státuszáról, Gulyást pedig lelkésszé választották. A Magyar Dolgozók Pártjának megalakulását követően visszavonult a politikai életből.
1955-ben, családi örökséghez jutottak Felvidéken, e kapcsán több alkalommal is benyújtott bevándorlási kérelmet Csehszlovákiába a család anyagi helyzetének javítása céljából, de kérelmeit rendre elutasították.
Több ízben is meghívást kapott, hogy előadóként szerepeljen az egyházmegyei lelkészértekezleteken. 1956. május 23-án Pápán tartott beszédében – a Szovjet Kommunista Párt XX. kongresszusához kapcsolódó hivatalos témától eltérve – kritikai hangvételű egyházértékelést fogalmazott meg, hangsúlyozva Jézus tanításának időszerűségét. Az előadás komoly visszhangot váltott ki; az egyházi vezetés ezt követően igyekezett eltávolítani őt. Bár végül kivándorlási útlevelet kapott, a beutazási vízumot végül nem adták meg számára, így családjával továbbra is Levélen maradt.

## A mosonmagyaróvári per előzményei
A lelkész életének utolsó éveit, hónapjait a „Levéli naplójában” örökítette meg. Az első bejegyzés 1948. május 15-én született meg. Az utolsót 1956. december 19-én írta meg.
Az események menetében először a mosonmagyaróvári gyilkos sortűzben való részvétele volt fontos jelentőségű. 1956. október 26-án óvta, minden szavával nyugalomra, békességre intette az embereket. Akkor is, amikor a katonák kivezették az elfogott ÁVH-s tiszteket, köztük Máté Lajost. Őrizetüket a katonák, már a tömeg miatt nem tudták teljesíteni, így a feldühödött emberek prédáivá váltak. Ebben a kiélezett helyzetben is, – akár a verés kockázatát vállalva – lelkészi hivatását gyakorolta. „...Az ökölcsapásokból Gulyásnak is kijutott. A lelkész könnyebben megsérült, négy napig alig tudta mozgatni a nyakát, Máté életét viszont megmentette.”
Próbált segítséget nyújtani a kiszolgáltatott embereknek, és erélyes fellépéssel igyekezett lecsillapítani a sortűz miatt sokkot kapott emberek kedélyét. Már készült haza Levélre amikor az emberek útját állták és visszaküldték a tanácsba, hogy követelje a gyilkosok kiadatását. Miután újra kiment az emberek közé, sikerült megnyugtatni őket. Tudatosította, hogy minden fájdalom ellenére ők semmi esetre sem válhatnak gyilkosokká, nem vállalhatják az önbíráskodást. A felelősségre vonás az illetékes és tárgyilagos bíróságra tartozik.

## Az ítélet
Naplója szerint: 1956. december 19-én a mosonmagyaróvári járási rendőrkapitányság (orosz páncélos kíséretében) az éjszakai órákban házkutatást tartott a parókián. Fegyvert kerestek nála, de a keresés eredménytelen volt. Hamarosan fenyegető cikk jelent meg róla a megyei lapban, a Kisalföldben. Gulyás Lajost egyre többen figyelmeztették, hogy veszélyben az élete, családjával együtt meneküljön el. Erre kérte az általa megmentett Máté Lajos főhadnagy is, amikor Levélen meglátogatta.
Az államvédelem fegyveresei 1957. február 5-én a késő esti órákban tartoztatták le a levéli lelkipásztort. Születésnapot ünnepeltek. Az erélyes csengetésre hiába bújt a konyhájuk alatti pincébe. A vizsgálódó ávósok felfedezték a rejtőzködőt.
GULYÁS LAJOS III. r. vádlott – aki 1918. február 4-én született Kisújfalun, levéli – Újhelyi tér 19. – lakos, magyar állampolgár, nős Puskás Gabriellával, 3 gyermek (13, 12, 10 évesek) atyja és eltartója, református lelkész foglalkozású, havi 848 Ft fizetéssel, a Teológiai Főiskolát 1942-ben végezte, azóta lelkész, vagyona – 600 n.öl föld, katona volt főhadnagyi rendfokozattal, szülei – Gulyás Lajos és Kovács Erzsébet, atyja Csehszlovákiában 25 k. holdon gazdálkodott – büntetve volt a mosonmagyaróvári járásbíróság által 1953-ban becsületsértés és rágalmazás bűntette miatt 400 Ft felfüggesztett pénzbüntetésre,
1957. évi február 5-e óta előzetes letartóztatásban van
bűnös
a népi demokratikus államrend megdöntésére irányuló mozgalom vezetésének bűntettében, valamint
2 rendbeli gyilkosságra való felbujtás bűntettében
és ezért őt a bíróság
összbüntetésül
halálra és teljes vagyonelkobzásra ítéli.
Az utolsó szakasz a győri koncepciós per volt, amellyel a vérbírók példát akartak statuálni. Megtorolni és megfélemlíteni a mosonmagyaróváriakat. A barbár sortűz áldozatainak és hozzátartozóinak megkövetése helyett, újabb bosszúállással tetézték a gyászt. A Gulyás család tragédiáját fokozták azzal, hogy Győrött három társával együtt felakasztották. A lakosságon kívül felesége és három leánygyermeke gyászolta.